# Charita Most
Charita Most (dříve Oblastní charita Most) je nezisková humanitární organizace se sídlem v Mostě, církevní právnická osoba, součást římskokatolické církve. Byla  zřízena  litoměřickým biskupem 17. března 2000. Zapsána je v rejstříku na Ministerstvu kultury. Je součástí Charity Česká republika a přímo řízena Diecézní charitou v Litoměřicích. V roce 2021 došlo ke změně názvu vypuštěním jednoho slova. Každoročně se účastní Tříkrálové sbírky.

## Poslání
Pomoc  bližním  v  nouzi  bez  ohledu  na  jejich  příslušnost  k rase, národnosti či náboženství a státní a politické příslušnosti. Poskytování  sociálních  služeb  dle  Zákona  o  sociálních  službách,  poskytování  humanitární  pomoci,  zlepšení  sociálního prostředí v místním regionu.

### Ředitel/ka
- 2000 – 2004 Mgr. Eva Čenkovičová
- 2005 – 3/2007 Mgr. Leo Steiner
- 4/2007 – 31. 5. 2023 Mgr. Eva Čenkovičová
- 6/2023 – 31. 5. 2025 Mgr. Světlana Nikolova[3]
- od 6/2025 Mgr. Eva Čenkovičová

## Střediska
Charita Most provozuje několik středisek, ve kterých jsou poskytovány sociální služby různým cílovým skupinám: Tato střediska působí ve městech: Most, Litvínov, Chomutov, Jirkov, Duchcov, Osek, Tanvald, Žatec, Podbořansko, Zákupy a v obci Náhlov.
| Chomutov  | Odborné sociální a dluhové poradenství, Nízkoprahové zařízení pro děti a mládež Khamoro, Nízkoprahové zařízení pro děti a mládež Zahrada, Sociálně aktivizační služby pro rodiny s dětmi, Terénní programy Střediska preventivních programů Chomutovsko |  |  |
| Duchcov   | Azylový dům, Nízkoprahové zařízení pro děti a mládež Zastávka, Noclehárna, Odborné sociální a dluhové poradenství, Předškolní klub Zastávka, Sociálně aktivizační služby pro rodiny s dětmi, Terénní programy Pečovatelská služba |  |  |
| Jirkov    | Sociálně aktivizační služby pro rodiny s dětmi |  |  |
| Liberecko | Nízkoprahové zařízení pro děti a mládež Tanvaldská Kotva a Kotva Brod Tanvald, Nízkoprahové zařízení pro děti a mládež Drak Náhlov, Nízkoprahové zařízení pro děti a mládež Zákupák, Sociální poradna Tanvald Sociálně aktivizační služby Kotva |  |  |
| Litvínov  | Asistenční centrum Janov, Nízkoprahové zařízení pro děti a mládež Domino, Centrum pro děti Janováček, Odborné sociální a dluhové poradenství, Rodinné centrum Petrklíč, Sociálně aktivizační služby pro rodiny s dětmi Litvínov, Sociálně rehabilitační programy, Terénní programy Litvínov Dětská skupina Krteček |  |  |
| Most      | Zařízení pro děti vyžadující okamžitou pomoc Charity Most (ZDVOP Charity Most), Charitní šatník, Nízkoprahové denní centrum Most, Nízkoprahové zařízení pro děti a mládež Sovička, Pečovatelská služba, Charitní ošetřovatelská služba - Sestra domů, Sociálně aktivizační služby pro rodiny s dětmi Rozmarýnek, Sociální a dluhová poradna Most, Osobní asistence, Terénní programy Most, Centrum pro oběti domácího násilí |  |  |
| Osek      | Azylový dům, Azylový dům pro matky s dětmi - Centrum Rodina v tísni Dětská skupina Pastelka, Dům na půl cesty |  |  |
| Žatec     | Sociálně aktivizační služby pro rodiny s dětmi v Žatci a Podbořanech, Nízkoprahové zařízení pro děti a mládež Sociálně aktivizační služby pro rodiny s dětmi Coolna Žatec |  |  |
|           | |  |  |

## Významné projekty Charity Most
Charita Most realizovala v posledních letech několik významných investičních projektů:
- Komunitní centrum Janov - Rekonstrukce bývalé speciální školy v litvínovském Janově probíhala v letech 2014-2015 a byla financována z finančních prostředků Evropské unie – ROP regionu soudržnosti Severozápad, Fondu hejtmana Ústeckého kraje, německé organizace Renovabis a města Litvínova.
- Nízkoprahové zařízení pro děti a mládež Domino - Předmětem projektu byla demolice objektu vedle Komunitního centra Janov, jehož technický stav a provozní charakteristiky jsou pro provoz NZDM zcela nevyhovující. Místo tohoto objektu byl vystavěn objekt zcela nový, respektující potřeby a požadavky pro kvalitní poskytování stávající sociální služby. Projekt byl realizován v letech 2021-2023. Projekt byl spolufinancován Evropskou unií v rámci reakce Unie na pandemii COVID-19 prostřednictvím Integrovaného regionálního operačního programu (IROP).
- Centrum Sociální pomoci v Mostě - Rekonstrukce administrativního střediska Charity Most a zázemí několika služeb na adrese Fr. Malíka 956/16a, Most. Projekt realizován v letech 2016-2019. Projekt byl spolufinancován Evropskou unií prostřednictvím Integrovaného regionálního operačního programu (IROP).

V současné době připravuje Charita Most další významný investiční projekt. V roce 2021 zakoupila jednu z budov Mosteckých Kasáren (objekt č. p. 1285/17). Po rekonstrukci, která bude probíhat v letech 2024-2025 bude budova sloužit jako Domov se zvláštním režimem.